# 田畔镇
田畔镇，原为中华人民共和国广东省阳江市阳东区下辖的一个乡镇级行政单位，于2003年10月撤销，并入那龙镇。
据2000年中国第五次人口普查，镇总人口数为10368人。